# Delaney Rudd
Pour les articles homonymes, voir Rudd.
Delaney Rudd, né le 8 novembre 1962 à Halifax en Caroline du Nord, est un joueur de basket-ball américain, évoluant au poste de meneur.

## Biographie
Après un cursus universitaire sous le maillot des Demon Deacons de l'université de Wake Forest, il est choisi au quatrième tour, en 83e position, de la Draft 1985 de la NBA par le Jazz de l'Utah.
Après un début de carrière en Continental Basketball Association (CBA), il joue deux saisons en Grèce pour le PAOK Salonique. La première saison, il dispute uniquement les compétitions européennes. Il rejoint ensuite la National Basketball Association (NBA) chez les Bucks de Milwaukee puis chez le Jazz de l'Utah, où il est meneur remplaçant derrière John Stockton. Après trois saisons passées dans l'Utah suivies de quelques piges, notamment au PSG Racing, il rejoint l'ASVEL Villeurbanne en 1993.
Pour pouvoir acquérir un joueur de son niveau, qui affiche 239 matchs d'expérience NBA, le club et son entraîneur Gregor Beugnot font un pari sur l'avenir : Rudd, qui a déjà 31 ans et doit se faire soigner un tendon, se voit offrir un contrat de deux ans. Il reprend le numéro 4 du légendaire Alain Gilles qui avait été auparavant retiré. Pour sa première saison en Pro A, Rudd réussit 23,3 points et 7,5 passes de moyenne. L'ASVEL est éliminée en quart de finale des playoffs, battue par Antibes.
La saison suivante, l'ASVEL échoue à ce même stade de la compétition, Rudd réalisant sensiblement les mêmes statistiques avec 23,8 points par rencontre. Lors de la saison 1995-1996, l'ASVEL bat Limoges par deux victoires à zéro en demi-finale des playoffs, puis dispute la finale face à Pau-Orthez. Pau, après avoir remporté les deux premières manches dans le Béarn, l'emporte lors de la cinquième et dernière rencontre sur le score de 78 à 72. Villeurbanne remporte toutefois la Coupe de France et dispute la demi-finale de Coupe Korać. Delaney Rudd est récompensé du titre de  MVP étranger de la saison de Pro A, le titre étant attribué à Antoine Rigaudeau chez les Français.
En 1997, l'ASVEL se qualifie pour le Final Four de l'Euroligue en remportant son quart de finale face à Efes Pilsen lors de la dernière manche à Istanbul. Lors de cette rencontre, l'ASVEL perd Jim Bilba qui se sectionne un tendon de la main à travers une porte vitrée en quittant précipitamment le parquet. Lors du Final Four de Rome, l'ASVEL est battu par Barcelone. Peu après le Final Four, l'ASVEL remporte la coupe de France, en triomphant de Nancy sur le score de 67 à 58. En championnat de France, Villeurbanne, comme l'année précédente, bat Limoges en demi-finale, deux victoires à une, 73 à 79 après prolongation à Limoges lors de la manche décisive. En finale, le PSG Racing emporte la première manche 72 à 64, puis la suivante 74 à 65 pour être sacré champion. Rudd remporte son second titre consécutif de MVP étranger, le titre français revenant à Yann Bonato.
La saison suivante, Delaney Rudd termine au premier rang des passeurs avec 7,4 passes par rencontre en championnat. Pour la troisième saison consécutive, le club de Villeurbanne est opposé à Limoges, qui contrairement aux deux saisons précédentes, se qualifie pour la finale en l'emportant lors de la manche décisive disputée à Villeurbanne sur le score de 76 à 74.
En 1998-1999, le club échoue une nouvelle fois en quart de finale de l'Euroligue, battu par les grecs de l'Olympiakos. En France, l'ASVEL élimine Limoges deux victoires à zéro en quart de finale, puis le Mans sur le même score pour affronter Pau-Orthez en finale. Bien que ménagé durant la saison par son entraîneur qui le limite à vingt huit minutes par rencontres, Delaney Rudd apporte encore 10,9 points et 5,2 passes. Mais lors des rencontres de la finale, Rudd ne joue plus à son meilleur niveau: il subit neuf balles perdues et ne réussit aucune passe décisive lors de la deuxième rencontre perdue 64 à 74 à domicile. Après trois finales perdues de championnat de France, il quitte le club en 1999 pour signer à l'Ülker Istanbul (Turquie) où il ne joue finalement pas.

## Clubs successifs
- 1981-1985 :  Wake Forest University (NCAA)
- 1985-1986 : 
  -  Bay State Bombardiers (CBA)
  -  Maine Windjammers (CBA)
- 1987-1989 : 
  -  PAOK Salonique (ESAKE)
  -  Bucks de Milwaukee (NBA)
- 1989-1992 :  Jazz de l'Utah (NBA)
- 1992-1993 : 
  -  Jazz de l'Utah (NBA)
  -  PSG Racing (N A 1)
  -  Trail Blazers de Portland (NBA)
  -  Rapid City (CBA)
- 1993-1999 :  ASVEL Villeurbanne (Pro A)

## Palmarès
- Participation au Final Four de l'Euroligue 1997 de Rome
- Vice Champion de France 1996, 1997, 1999
- Coupe de France 1996, 1997
- MVP du championnat de France 1996, 1997